# Stara palača v Bayreuthu
Stara palača v Bayreuthu je bila rezidenca mejnih grofov Brandenburg-Bayreuth od 1603 do 1753, preden so se sredi 18. stoletja preselili v Novo palačo. Danes je stavba na Maximilianstrasse del zgodovinskega mestnega jedra in od leta 1953 služi kot sedež davčnega urada. Ne smemo je zamenjevati s Staro palačo v Ermitažu v Bayreuthu.

## Predzgodovina
Grofje Andeški, ki so bili od leta 1180 dalje tudi vojvode Meranije, so bili gospodarji mesta med letoma 1098 in 1248 in so dali zgraditi svoj prvi grad v Bayreuthu. Verjetno je šlo za neutrjeno uradno rezidenco, ker bi bila gradnja utrdbe v nasprotju s giechburško pogodbo iz leta 1149 med Andeškimi in bamberško knezo-škofijo. Na območju Starega gradu je tako imenovani grad Meranier kot predhodnik mejnega grofovskega trakta, ki je pogorel leta 1753. To mesto zdaj zasedata Palais d'Adhémar in Gontardova hiša, dokončana leta 1761.
Domneva se, da je bila posest zgrajena šele po tem, ko so že obstajale tržnica in meščanske hiše. Od tam so mejni grofje Brandenburg-Kulmbach (z rezidencama Ansbach in Plassenburg) opravljali svoje posle med obiskom mesta. Stavba, ki je na ugodni utrdbeni lokaciji, bi lahko imela tudi vlogo pri nastanku oziroma preselitvi naselja. Še v 17. stoletju so sodobni viri govorili o »gradu« Bayreuth.
Videz gradu Meranier ni znan. Leta 1481 je Hans von Redwitz poročal mejnemu grofu Albrechtu Ahilu, da je grad v velikem razsulu. Ostrešje je bilo treba zamenjati, tramovi pa niso več zdržali obremenitve kritine. Njegovi podatki kažejo, da je bila stavba napol lesena in je imela stolp. Oktobra 1491 je mojster Hansen iz Trebgasta prejel ukaz, naj stolp »prekleše na starem obzidju, ga po potrebi popravi ali zavrže«. Kamnosek naj bi »po potrebi obokal kapelo« in naredil prehod med stolpom in vežo.
Takratni stolp ni enak današnjemu grajskemu stolpu. Verjetno je stal na severovzhodnem vogalu iz peščenjaka in je že leta 1447 imel zvonove. Po 11. členu policijskih predpisov tistega leta, ko so grajski zvonovi zazvonili ponoči, noben gostilničar ni smel več streči pijače. Med mejnogrofovsko vojno so obleganci slišali, da hoče vodja oblegancev »resno obstreljevati vogal gradu«. Stolp v gradu je bil torej »zidan z velikim trudom, vendar ni sledilo resnejšega ukrepanja«.

## Zgodovina
Jurij Friderik I. (1557–1603), ki je še vedno prebival v Kulmbachu, je med svojo 47-letno vladavino položil temeljni kamen za sedanjo stavbo. Na začetku svoje vladavine je mejni grof Kristijan (1603–1655) preselil svojo rezidenco iz Kulmbacha na grad v Bayreuthu. Po mestnem požaru leta 1621 je gospostvo lahko kupilo več sosednjih hiš. Dvorni arhitekt Michael Mebart je po letu 1600 okrog starega častnega dvorišča (današnjega notranjega dvorišča) zgradil hleve in pritlične prostore hiše ter vzhodni in severni trakt. Elias Gedeler je kasneje vodil dela, med katerimi so krila okoli notranjega dvorišča povečali na tri nadstropja. Od leta 1691 naprej so bile vse dvoriščne fasade standardizirane z dodajanjem arkad in pilastrov k načrtu Charlesa Philippa Dieussarta, ki ga je dokončal Leonhard Dientzenhofer. Edini kiparski okras je bil niz 43 medaljonov nad pritličnimi okni, ki prikazujejo antične bogove in junake, kot sta Diana in Herkul. Ob koncu 17. stoletja je bila stavba sestavljena iz štirikrilnega kompleksa, ki je zapiral današnje notranje dvorišče. Takrat je glavno pročelje stavbe gledalo proti severu – proti današnjemu Luitpoldplatzu. Od teh sestavnih delov je ostal samo osmerokotni stolp, ki ga je zgradil Caspar Vischer od 1565 do 1567.
Mejni grof Kristijan Ernst (1644–1712, mejni grof od 1655) je dal stavbnemu mojstru Leonhardu Dientzenhoferju razširiti stavbe okoli grajskega dvorišča, zlasti z dodajanjem še enega severnega in zahodnega trakta. Od mestnega požara leta 1621 so mejni grofje postopoma odkupili in porušili šest meščanskih hiš v prvi vrsti ter odprli dvorišče trgu.
Posledica tega gradbenega projekta je iz druge polovice 17. stoletja: enotna oblika fasade v beli, rdeči in oker rumeni barvi. Kristijan Ernst je dal v veliki dvorani postaviti gledališki oder, kjer so uprizarjali nemške in italijanske opere ter Molièrove komedije. Od leta 1668 je dal zgraditi kapelo v starem vzhodnem traktu. Dve krili, ki gledata na mesto (južno krilo in jugovzhodno krilo), je dodal Paul Decker pod naslednikom Jurijem Viljemom.
Od leta 1697 do 1702 je bil stari grad prezidan v italijanskem slogu. Med letoma 1699 in 1705 je dvorni kipar Elias Räntz ustvaril vodnjak, s katerim je Kristijan Ernst dal postaviti spomenik za sodelovanje pri osvoboditvi Dunaja izpod turškega obleganja. Vodnjak je do leta 1748 stal na zunanjem dvorišču (Ehrenhof) Stare palače in je bil tistega leta prestavljen na Reitbahn, odprt prostor zahodno od Hofgartna ob mestnih vratih.
Januarja 1753 je rezidenco uničil požar, nakar sta Friderik III. (mejni grof 1735–1763) in njegova žena Wilhelmina zgradila Novo palačo s pripadajočim dvoriščnim vrtom na Ludwigstrasse. Očitno je mejni grof pozabil ugasniti svečo, ko je po 20. uri zapustil slikarsko omaro. Ogenj se je razširil v hipu; ker so bile na voljo samo primitivne brizgalke, voda za gašenje pa je hitro zmrznila, je naposled pripeljal topništvo in ustvaril presledek med območjem gorečega gradu in še nedotaknjenim zahodnim delom. To noč so ognjeni zublji uničili starejši grajski prostor s stolpom in kapelo, ki je tvoril zaprt trg. Izgubljena je bila tudi nekdanja glavna dvorana, ki je bila od začetka 17. stoletja uporabljena za glasbeno gledališče, opero in balet, ter tamkajšnja stropna poslikava Johanna Oswalda Harmsa. Medtem ko je Friderik izgubil skoraj vse svoje osebne stvari, je Wilhelmini uspelo dati večino svojega najdragocenejšega pohištva, knjig, not in inštrumentov na varno.
Starega severnega trakta, ki ga je med letoma 1594 in 1599 razširil Jakob Frauler in enotno opremil z renesančnimi zatrepi, ter dvonadstropnega veličastnega portala, ki sta ga ustvarila Elias Räntz in Paul Decker, po požaru niso obnovili. Danes sta tam Gontardova hiša in Palais d'Adhémar, obe stavbi je med letoma 1759 in 1761 zgradil Carl von Gontard. V slednji je imelo društvo Harmonija svoj dom že več kot sto let, zato je znana tudi kot »stavba harmonije«. Tam je začasno živel tudi Jean Paul. V Gontardovi hiši je bil od 1890-ih do 1908 "dom umetnikov" Café Sammet. Prva filmska projekcija v Bayreuthu je bila tam leta 1897; tam so bili predstavljeni tudi neevropejci v obliki »etničnih predstav«. Danes služi kot župnijski urad za grajsko cerkveno občino.
Grajski stolp je dobil preprosto funkcionalno streho. Srednji trakt med častnim dvoriščem in notranjim dvoriščem (»dvorišče harmonije«) je ob prezidavi ostal enonadstropna začasna stavba, ki v tej obliki obstaja še danes. Nad portalom je kartuša z monogramom zadnjega mejnega grofa Aleksandra.
Prezidava starega gradu je trajala do 1860-ih. Med letoma 1753 in 1758 je bila na mestu požgane grajske kapele zgrajena grajska cerkev Bayreuth, v kateri je grobišče mejnega grofa s krstami Friderika III., Wilhelmine in njune hčerke Elizabete Friderike Sofije.
30. junija 1860 so na častnem dvorišču odkrili kip bavarskega kralja Maksimiljana II.. Stavba Stare palače je kasneje služila kot sedež različnih organov, kot so glavni carinski urad, kanclerska knjižnica, žandarmerija, merilni urad ter urad za gradnjo cest in rek. Po prodaji kneževine Bayreuth Kraljevini Bavarski leta 1810, je bilo v južnem krilu do leta 1904 Kraljevo deželno sodišče s porotnim sodiščem in državnim tožilstvom. Preurejena nekdanja viteška dvorana je služila kot sodna dvorana. V času nacizma so bili v Starem gradu začasno nameščeni uradi lokalne skupine NSDAP. Med zračnim napadom 11. aprila 1945 je zagorel osrednji objekt, zgorela sta njegova strešna konstrukcija in zgornje nadstropje. Ko so 14. aprila prišli ameriški vojaki, so SS v merilni pisarni zažgali obremenilne dokumente. Ogenj se je razširil na celotno stavbo in hiše, ki mejijo na zahodu. Razen zunanjega obzidja sta bila porušena zahodni in severni trakt Starega gradu, močno poškodovan je bil trakt med dvoriščema. Zaradi nevarnosti porušitve je bilo treba stene naknadno podpreti.
Obnova Starega gradu je bila po koncu druge svetovne vojne sporna. Bilo je veliko pozivov k rušenju ruševin in novembra 1951 je še vedno potekala razprava o predlogu za vzpostavitev neposredne cestne povezave od železniške postaje do Maximilianstrasse na mestu stavbe. Svobodna dežela Bavarska je končno začrtala pot za njegovo obnovo, ki je potekala med letoma 1950 in 1954. Slovesnost pokritja je bila praznovana oktobra 1952; zahodni del je bil dokončan leta 1953 (odkupil ga je lokalni davčni urad), vzhodni del pa leto kasneje. Prostore v drugem nadstropju sta uporabljala Zemljiško-gradbeni urad (do novembra 1974) in Računski urad (do septembra 1975). Od oktobra 1975 ima v zahodnem in severnem traktu gradu samo še davčni urad.
Dvorišče se je do decembra 1991 lahko uporabljalo kot parkirišče. V 1990-ih je bilo več oddelkov davčnega urada preseljenih v novo stavbo za oskrbo z energijo v Zgornji Frankovski na mestu nekdanje »Stenohaus« na Luitpoldplatzu. Leta 1998 je bil odprt 21 m dolg prehod (»kontrolni most«) med starim gradom in novo stavbo, danes znano kot »grajska galerija«. Junija 2021 je bilo objavljeno, da je trinadstropno južno krilo, kjer je nekoč imela sedež Bayerische Hypo- und Vereinsbank, kupila münchenska fundacija Edith-Haberland-Wagner.
- Zahodno krilo
- Spomenik Maksimilijanu II na častnem sodišču
- Prehod s častnega dvorišča na notranje dvorišče z grajsko cerkvijo
- Grajski stolp, od leta 1960 zvonik grajske cerkve
- Južni trakt in grajski stolp, pogled iz mestne cerkve

## Grajski stolp
Posebnost osmerokotnega grajskega stolpa je, da se okoli spiralnega stopnišča za pešce v jedru stolpa vije brezstopenjska pot za tovorni promet. Njegov glavni namen je bil služiti kot visoka ploščad topove za obrambo mesta in gradu.
Zgrajen je bil v času vladavine Jurija Friderika I. ob njegovi poroki z Elizabeto Brandenburško-Küstrinsko. Sledi osnovnim skicam Leonarda da Vincija, ki se lahko štejejo za osnovno idejo za arhitekturo stolpa. Kraljevemu paru je svetoval italijanski renesančni arhitekt Francesco Chiaramella de Gandino.
Leta 1960 je grajski stolp postal zvonik grajske cerkve, ki je bila okoli 150 let mlajša. Zlati križ, pritrjen na vrh stolpa, je iz leta 1964. Katoliški mestni duhovnik ga je dal namestiti konec maja istega leta, mimo mestnega sveta in proti njegovim ugovorom.

## Dogodki
V poletnih mesecih Ehrenhof občasno služi kot lokacija za dogodke na prostem. Leta 2008 ga je umetniška skupina Silixen AG uporabila za svoj projekt »Parallelaktion«, v tem kontekstu je bila tam prikazana svetlobna instalacija Fire Salamander Gluehwürmchen umetnika Rolanda Schöna. Od oktobra do božiča je v Ehrenhofu gastronomska restavracija »Bayreuther Winterdorf«.
Kot znak solidarnosti mesta z Bundeswehrom je septembra 1994 v Ehrenhofu prvič potekala zaprisega nabornikov učnega bataljona letalskih sil, ki je bil premeščen iz Rotha v Bayreuth.